# 渡辺製作所
渡辺製作所（わたなべせいさくしょ）は、かつて存在した同人ゲームサークル。TYPE-MOONやいつものところと共に1990年代末から2000年代初頭にかけての「同人ゲームブーム」を牽引した。サークル名の由来は代表のなりたが高校生時代に遊び場として入り浸っていた友人宅の名字より。

## 略歴
サークル設立初期の頃は対戦型格闘ゲームの攻略本やWindows用スクリーンセーバーなどのデスクトップアクセサリを製作していた。同時期にX68000からWindowsに移植された同人製作の格闘ゲーム『ときめき大戦』 (Soft House TMK) や『Moon Lights 2』（森本宇宙一）を見て格闘ゲームの製作に取り組む。1998年にリリースしたWindows用格闘ゲームの『THE QUEEN OF HEART '98』をきっかけにそのクォリティの高さから人気を集めた。ほとんどの作品には、1980年代から1990年代にかけてのファミコンゲームやアーケードゲームの人気作品へのオマージュが捧げられている。
2003年2月をもって解散。発表されたゲームの諸権利は、同サークルのメンバーが設立したフランスパンが引き継いでいる。

## 作品リスト（順不同）

### THE QUEEN OF HEART
詳細は『THE QUEEN OF HEART』の項を参照。
THE QUEEN OF HEART '98
1998年夏コミで体験版頒布、1998年12月30日（冬コミ）に製品版頒布。『To Heart』のキャラクターによる対戦格闘ゲーム。コンシューマーゲーム並みの操作性やキャラクター動作の良さ、何よりも「東鳩（『To Heart』の俗称）キャラが昇龍拳!」という企画で注目を浴びた。当初は『トゥルーラブストーリー』ベースのゲームとして企画された経緯がある。
THE QUEEN OF HEART '99
1999年12月24日頒布。4人同時対戦やインターネット対戦も盛り込んだ『QOH'98』のエボリューションモデル。『To Heart』に加え『痕』『雫』等、Leaf作品のキャラクターが参加。
THE QUEEN OF HEART '99 Second Edition
2000年4月23日頒布。『QOH'99』の追加アップデートディスク。
THE QUEEN OF HEART '99 with Second Edition
2001年5月24日頒布。『QOH'99』に『'99SE』をマージし、さらにゲームバランス調整を施した、『QOHシリーズ』最終作。

### その他
あゆちゃんパンチ!
2000年8月15日頒布。月宮あゆを筆頭に、『Kanon』のメインヒロイン達を主人公に据えた固定画面アクションゲーム。『マリオブラザーズ』をベースに、パワーアップアイテムやスコア倍率システムで味付け。
魔物ハンター舞～少女の檻～
2000年12月30日頒布。『Kanon』のメインキャラクターの1人である川澄舞を主人公に据えた横スクロールアクションゲーム。『夢幻戦士ヴァリス』にリスペクトを捧げている。
PARTY's BREAKER
2001年8月10日頒布。『こみっくパーティー』のキャラクターによる対戦格闘ゲーム。「THE QUEEN OF HEART 2001」のサブタイトルが示すように『QOHシリーズ』の1つとされるが、製作技術面ではDirectXをフル活用し、従来作とは一線を画している。『QOHシリーズ』のオープニングは動画ファイルとして独立していたが、本作はプログラム上に動画を内包していたのでキャプチャーしないと単体再生が出来ない仕様とされた。
えあふり 観鈴ちん危機一髪
2001年12月30日頒布『AIR』と『フリッキー』をモチーフにしたアクションゲーム。障害物や敵の攻撃をかわしながら、画面内にいる「友達」を出口まで導く。
GLOVE ON FIGHT
2002年5月12日頒布の対戦格闘ゲーム。『アーバンチャンピオン』をモチーフにしている。「白目キャラ」で知られるイラストレーター・南向春風が制作したフラッシュムービーをゲーム化したもの。登場キャラクターは手袋を常備する版権キャラクター達で、タイトルはこれに由来する。エロゲ系だけではなく、『デ・ジ・キャラット』も出演している。
MELTY BLOOD
2002年12月28日頒布。詳細は『MELTY BLOOD』の項を参照。

## 主要メンバー
- なりたのぶや（プロデューサー）
- 来兎（音楽/プロデューサー）
- 藤崎豊<「F氏」とも>（プログラム）
- のはら～（プログラム）
- わがつまたけひこ（グラフィック:エフェクト）
- 我上院（グラフィック:ドット）
- 吉原ほのか（グラフィック:ドット）
- GHQ（グラフィック:背景・彩色）